# Понсе
По́нсе (исп. Ponce) — город-порт на юге Пуэрто-Рико, второй по величине город страны. Население города на 2010 год — 155 038, в агломерации проживает 442 244 человек. Город основан в 1692 году и назван в честь испанского конкистадора и первого губернатора Пуэрто-Рико, Хуана Понсе де Леон. Обеспечивается водой из водохранилища Серрильос.

## Достопримечательности
Центр Понсе был объявлен «национальным сокровищем» — он сплошь состоит из площадей, церквей, прекрасно декорированных колониальных домов, великолепных фонтанов и обладает, возможно, одним из самых старых в мире пожарных депо. Репутация города как центра культурного наследия региона превосходно дополняется величественным Собором Девы Марии Гваделупской (Catedral Nuestra Señora de la Guadalupe), возведённым из белоснежного камня, который возвышается над городским ландшафтом на площади Лас Делисиас, а также Музеем Искусства Понсе, также считающимся лучшим в Карибском регионе, Музеем Истории Понсе и Музыкальным Музеем Пуэрто-Рико. Превосходный Индейский Церемониальный Центр Тибс с собственным археологическим участком, является восстановленной деревней индейцев аравака — коренных жителей Карибского бассейна, уничтоженных испанскими завоевателями, находится приблизительно в 15 минутах ходьбы к северу от городского центра.